# Thunbergia armipotens
Thunbergia armipotens är en akantusväxtart som beskrevs av Spencer Le Marchant Moore. Thunbergia armipotens ingår i släktet thunbergior, och familjen akantusväxter. Inga underarter finns listade i Catalogue of Life.